# فینئوس

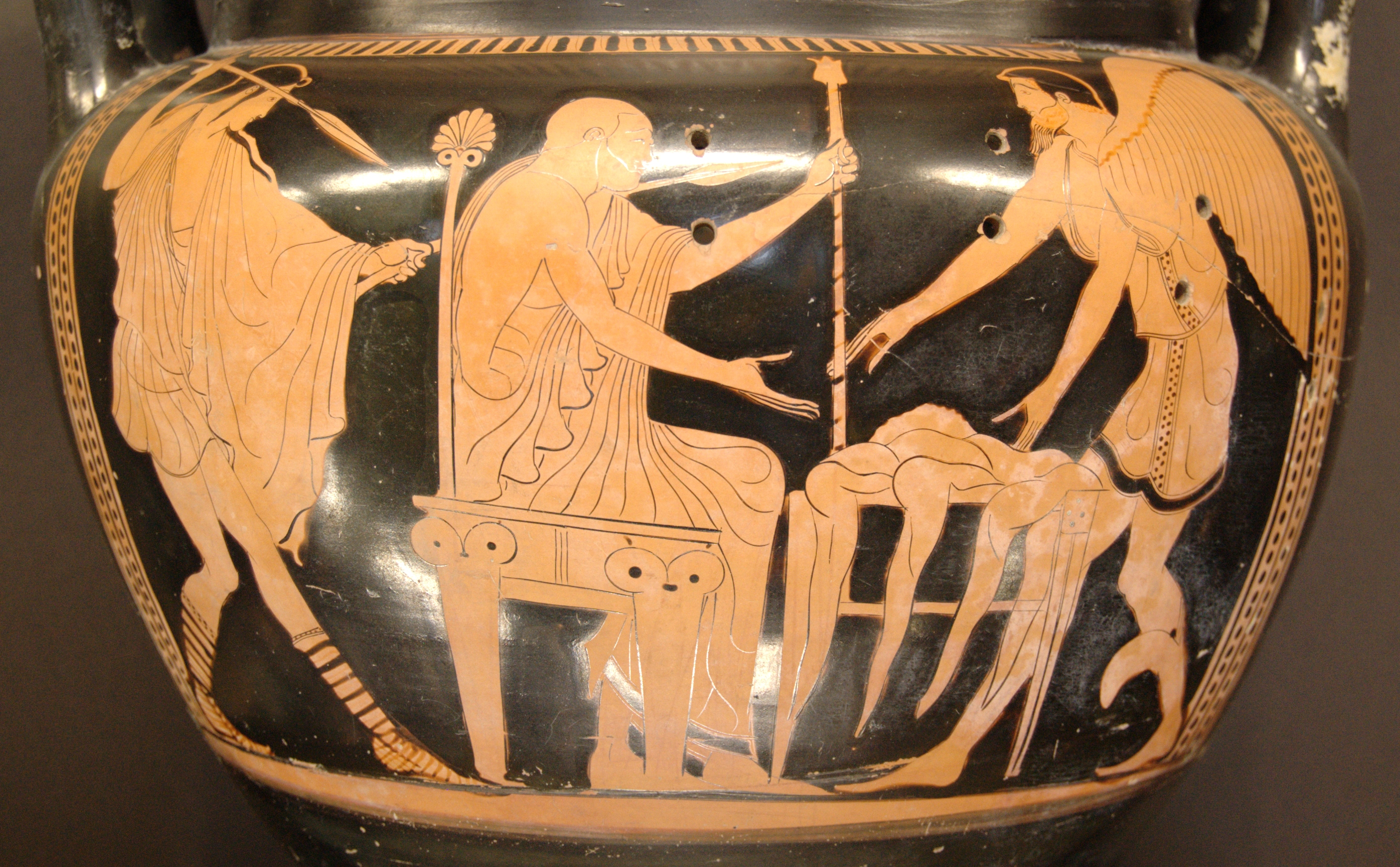
فینئوس همراه با بورئادها

فینئوس (به یونانی: Φινεύς) در اساطیر یونانی، فرزند آگنور، پادشاه تراکیه، پیشگویی ماهر که قدرت خود را از ایزد آفتاب آپولون دریافت کرده، و همچنین پیامبری بود که نقشی در طی سفر آرگونوت‌ها ایفا کرد. اما بر طبق اثر حماسی از بین رفته هزیود با نام «فهرست‌نامه زنان»، او پسر فینیکس و کاسیوپیا بود و به عنوان نوهٔ آگنور به شمار می‌رود. در حالی که در برخی نسخه‌های دیگر او را پسر پوزئیدون نامیدند.

## اسطوره‌شناسی
از آنجایی که پیشگویی‌های فینئوس بیش از حد درست بر شمرده می‌شدند و همچنین حقیقت‌های بیشماری از آینده و خدایان را برای انسان‌های فانی آشکار می‌ساخت، زئوس نابینایش کرد و هارپی‌ها را مأمور آزار رساندن به او نمود. هر زمانی که فینئوس خود را برای خوردن غذا آماده می‌کرد، هارپی‌ها پایین آمده و غذای او را می‌ربودند. هنگامی که یاسون و آرگونوت‌ها به سرزمین فینئوس رسیدند، به کمک بورئادهای بالدار او را از دست نفرین خانگی خلاص کردند. بورئادها به تعقیب هارپی‌ها پرداختند اما ایزدبانوی ایریس از کشته شدن هارپی‌ها بدست بورئادها ممانعت کرد و به فینئوس وعده داد که دیگر مشکلی پیش نخواهد آمد. از طرف دیگر در ازای کمک آرگونوت‌ها، برای سفرشان پیشگویی نمود و چگونگی عبور از صخره‌های برخورد سیمپل گیدز، واقع در تنگه بسفر را برای آن‌ها بازگو کرد.